# گمینا سوش
گمینا سوش (به لهستانی:  Gmina Susz) یک گمینا در لهستان است که در شهرستان ایواوا واقع شده‌است. گمینا سوش ۲۵۸٫۹۵ کیلومتر مربع مساحت و ۱۲٬۸۲۵ نفر جمعیت دارد.